# Pedra Furada (Piauí)
A Pedra Furada é um importante sítio arqueológico e de pinturas rupestres localizado em São Raimundo Nonato, ao sudeste do estado de Piauí, Brasil. A partir dele, se tem postulado uma possível presença humana tão antiga que questiona as teorias sobre a chegada do homem a América. Foi descoberto em 1973 por uma equipa franca-brasileiro sob a direção de Niède Guidon. Trata-se de um abrigo rochoso no Boqueirão de seu nome, utilizado durante milhares de anos por diversas populações humanas. Faz parte do Parque Nacional Serra da Capivara, desde sua criação em 1991.

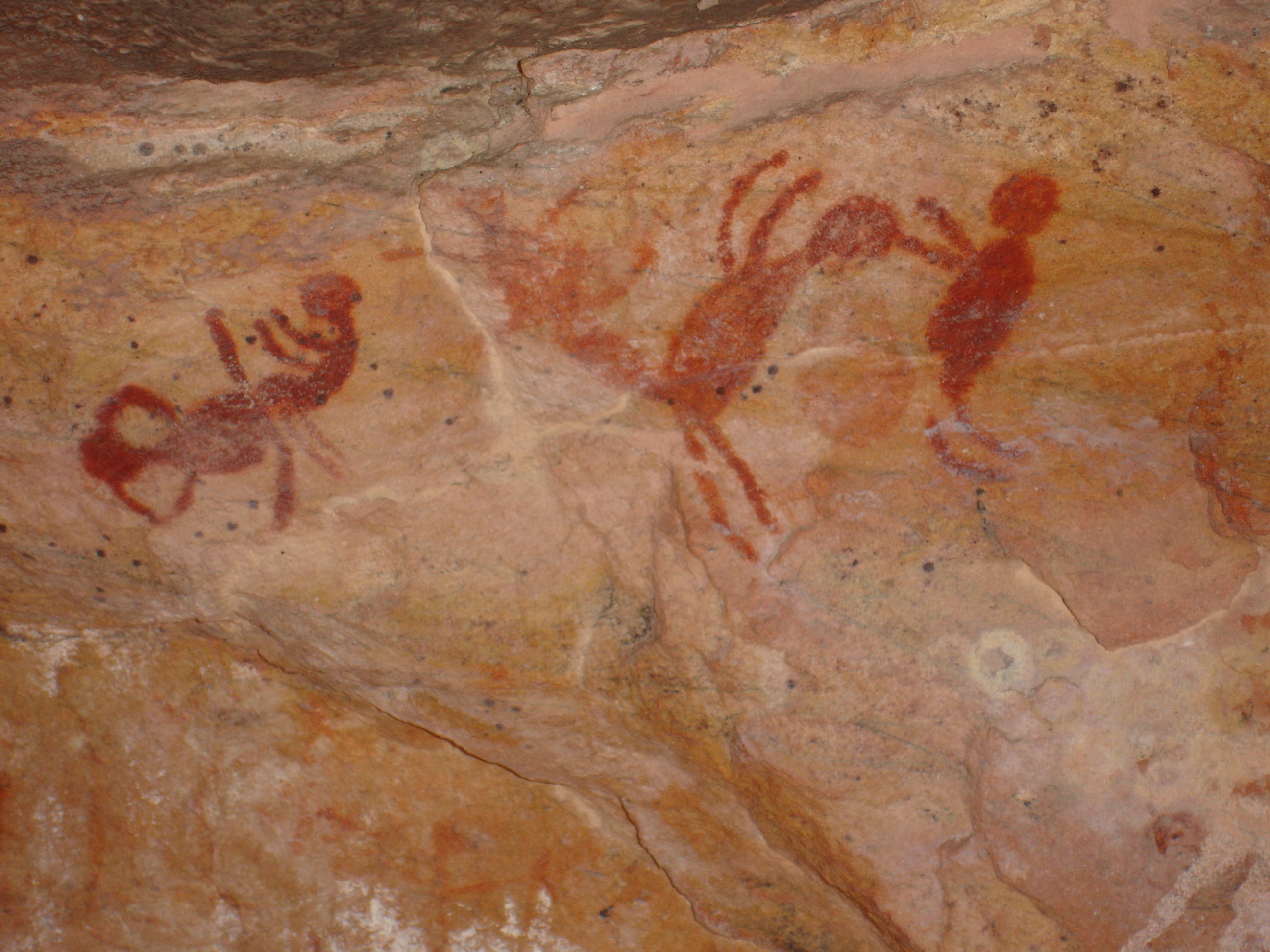
Representação de um parto numa rocha do parque para perto da Pedra Furada.

## Histórico
O achado foi documentado por Niède Guidon em 1986 com datações realizadas com C-14 entre 48.000 e 32.000 anos AP. Novas análises realizadas posteriormente por eles permitiram também postular a possível antiguidade do sítio, ampliando em alguns casos a faixa das datas. 63 datações por C-14 permitiram o estabelecimento de uma coluna crono-estratigráfica que vai de 59.000 até 5.000 anos AP . Ocre utilizado para pintar nas rochas foi encontrado em estratos datados entre 17.000 e 25.000 anos AP.
Trabalhos recentes na base do Boqueirão da Pedra Furada e num local ao ar livre, no Vale da Pedra Furada, produziram mais evidências da ocupação humana que se estendeu por mais de 20.000 anos, argumento apoiado por uma série de dataçoes por C-14 e LOE (luminescência opticamente estimulada), e pela análise técnica do conjunto de ferramentas de pedra. Foi encontrado um artefacto de pedra talhado em forma hexagonal e simétrica, de indubitável fabricação humana, num estrato que data de faz 24.000 a 27.600 anos.
Os níveis melhor estudados têm sido datados entre 32.160 ± 1000 anos AP e 17.000 ± 400 anos AP. Além disso, a arte rupestre mostra propulsores e dardos, mas não arcos nem setas. Guidon tem estabelecido 15 níveis de ocupação classificados em três fases culturais:
1. Pedra Furada, que compreende os vestígios mais antigos;
2. Serra Talhada, desde 12.000 até 7000 anos AP, fase durante a qual os artefatos são facas, raspadores, lascas "utilizadas tal qual ou com alguns retoques" e núcleos, todos sobre rochas de quartzo ou quartzita;
3. Agreste, incluindo os restos datados com datas posteriores.

As descobertas de Monte Verde (Chile, Porto Montt) e de outros sítios arqueológicos da América, como Pedra Museu (Argentina, Santa Cruz), Topper (Carolina do Sur, Estados Unidos), a Gruta do Chiquihuite (Zacatecas, México) têm contribuído para repensar completamente a teoria predominante sobre o povoamento da América fundada sobre a Cultura Clovis. Esta sustenta que humanos ingressaram ao continente americano há aproximadamente 13.500 anos. Os novos achados têm dado fundamento à nova teoria do povoamento antigo da América, que recua a data de entrada, até 25.000 e 50 000 anos AP, ao mesmo tempo que modifica as teorias sobre as rotas e a difusão pelo continente.[carece de fontes?]

## Vestígios humanos
Nos afloramentos cársticos da periferia de Pedra Furada, têm sido encontrados alguns dos vestígios humanos mais antigos das Américas. Em 1990, na gruta de Antonião, foi encontrado um esqueleto de uma jovem de cerca de 22 anos, com 9700 anos de antiguidade. Um dente encontrado na gruta de Garrincho foi datado pelo método de espectrometría de massa em 12.210 anos de antiguidade. Outros dentes, um pedaço de crânio e vários restos de odontocraneales, encontrados entre 1986 e 1992, foram datados entre 10.000 e 14.000 anos AP. Em 2003, foram ainda encontrados, na gruta de Garrincho, um crânio incompleto e 29 dentes, em sedimentos que, segundo o método de termoluminiscência, foram datados em 14.100 anos AP. Os mesmos, segundo o método de luminiscência óptica, indicaram 24.000 anos AP.
Mais distantes, mas também na Serra de Capivara, nas grutas de Coqueiros e Paraguaio têm sido encontrados esqueletos que datam de 9.900 e 8.800 anos, respectivamente.